# 센가쿠지역
센가쿠지역(일본어: 泉岳寺駅、せんがくじえき 센가쿠지에키[*])은 일본 도쿄도 미나토구에 위치해 있는 도쿄 도 교통국・게이힌 급행 전철의 철도역이다. 그리고 센가쿠지 역은 2개 회사의 공동사용역으로, 도에이 지하철이 역을 관할하고 있다.
또한 센가쿠지 역은 도에이 지하철 아사쿠사 선과 게이큐 본선이 다니는 철도역으로, 두 노선은 본 역을 통해서 상호 직통 운전을 하고 있다. 또한 아사쿠사 선의에는 역 번호가 부여되어 있으며, A 07이다.

## 역사
- 1968년
  - 6월 21일: 영업 개시
  - 11월 15일: 당역 ~ 니시마고메 역간 개통으로 1호선은 중간역이 됨.
- 1978년 7월 1일: 1호선을 아사쿠사선으로 노선명 변경.

## 역 구조
섬식 승강장 2면 4선의 지하역이다. 오시아게 방향에는 주로 니시마고메, 게이큐 선 쪽에서는 당역 회송 열차가 사용하는 입환선(1선)이, 모든 승강장에서 출입이 가능하다. 또한, 2,3번 선의 니시마고메 방향에는 건늠선도 있지만 평상 시에는 사용되지 않는다.

### 승강장
| ↑ 다카나와다이   |
| │４３││２１│     |
| 미타・시나가와 ↓ |

| 번호 | 사업자                                                        | 노선               | 행선                                              | 비고 |
| ---- | ------------------------------------------------------------- | ------------------ | ------------------------------------------------- | ---- |
| 1    |                                                               | 본선               | 시나가와・요코하마・ 하네다 공항・미사키구치 방면 |      |
| 2    |                                                               | 도에이 아사쿠사 선 | 고탄다・니시마고메 방면                           |      |
| 3    | 니혼바시・오시아게・게이세이 선・호쿠소 선・ 나리타 공항 방면 | 도에이 아사쿠사 선 | 니시마고메 방면에서의 열차                        |      |
| 4    | 니혼바시・오시아게・게이세이 선・호쿠소 선・ 나리타 공항 방면 | 도에이 아사쿠사 선 | 게이큐 본선의 열차                                |      |

## 역 주변
다카나와구치에 A1 및 A2출입구가, 미타구치에 A3 및 A4출입구가 설치되어 있다.
- 다카나와 게이트웨이 역
- 만마쓰야마 센가쿠지 - A2출입구
- 게이힌 급행 전철 본사 - A1출입구로 가는 계단 전에 연결 통로가 있고 역에서 직결된다.
- 도카이 대학 다카나와 캠퍼스
- 도카이 대학 부속 다카나와다이 고등학교・중등부
- NHK 교향악단 본부
- 쓰키노미사키
- JR 동일본 도쿄 종합 차량 센터 다마치 센터
- 국도 15호선
- 다카나와 왕족의 저택(옛, 다카마쓰 궁저) - A3출입구
- 다카나와 오키도 흔적 - A4출입구
- 센가쿠지 역전 우체국 - A1출입구와 A4출입구의 중간
- 다카나와 우체국 - A3출입구
- 다카나와니 우편국
- 미나토 구립 다카나와다이 초등학교
- 다카나와 중・고등학교
- 센가쿠지

## 사진

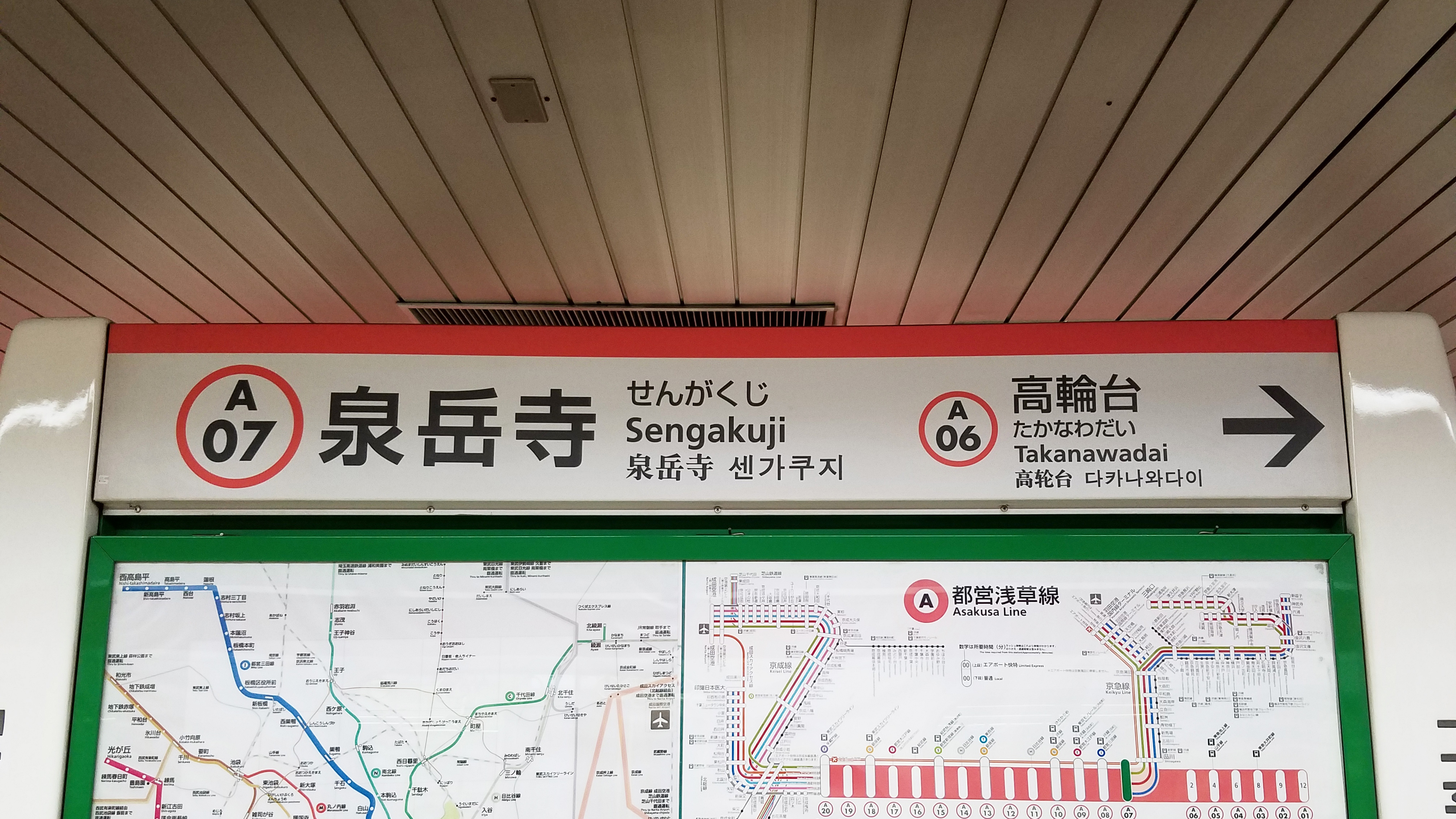
역명판(니시마고메 방면, 2017년 12월 9일)

## 인접역
| 도쿄 도 교통국 아사쿠사 선 게이힌 급행 전철 본선 | 도쿄 도 교통국 아사쿠사 선 게이힌 급행 전철 본선 | 도쿄 도 교통국 아사쿠사 선 게이힌 급행 전철 본선 |
| ------------------------------------------------ | ------------------------------------------------ | ------------------------------------------------ |
| A06 다카나와다이 니시마고메 방면                 | 아사쿠사 선                                      | 미타 A08 오시아게 방면                           |
| KK01 시나가와 미사키구치 방면                    | 아사쿠사 선                                      | 미타 A08 오시아게 방면                           |